# Tokéra-Tiémourou
Ne doit pas être confondu avec Tokéra-Bankoro.
Tokéra-Tiémourou est une localité située dans le département de Midebdo de la province du Noumbiel dans la région Sud-Ouest au Burkina Faso.

## Santé et éducation
Le centre de soins le plus proche de Tokéra-Tiémourou est le centre de santé et de promotion sociale (CSPS) de Midebdo tandis que le centre médical avec antenne chirurgicale (CMA) de la province se trouve à Batié.